# Pano Akurdalia
Pano Akurdalia (gr. Πάνω Ακουρδάλεια) – wieś w Republice Cypryjskiej, w dystrykcie Pafos. W 2011 roku liczyła 44 mieszkańców.